# AFB120
La norme AFB120, ou CFONB120, est une norme française, définie par le Comité français d'organisation et de normalisation bancaires et répondant aux besoins de l'Association française des banques, en matière de transfert électronique de relevés de compte bancaire. 
De nombreux programmes bancaires ou progiciels d'entreprise (progiciels de gestion intégrés, FRP…) s'appuient sur cette norme, notamment à des fins de rapprochement comptable ou de gestion de trésorerie.
Cette norme est utilisée en France ainsi que dans certains pays (Afrique…) où le réseau bancaire français est présent au travers de partenaires.